# Vince Staples
Vince Staples (* 2. července 1993) je americký rapper. Je členem hiphopového tria Cutthroat Boyz. V roce 2012 vydal mixtape nazvaný Winter in Prague, jeho producentem byl Michael Uzowuru. V roce 2013 podepsal nahrávací smlouvu s hudebním vydavatelstvím Def Jam Recordings. Roku 2014 vydal první EP nazvané Hell Can Wait a následujícího roku pak první řadové album Summertime '06.

## Biografie

### Počátky kariéry (2010–13)
Svou kariéru započal hostováním na písních skupiny Odd Future. Tehdy se také spřátelil s jejich členem Earlem Sweatshirtem, který mu v kariéře hodně pomohl. V prosinci 2011 byla vydána jeho debutová mixtape s názvem Shyne Coldchain Vol. 1. V říjnu 2012 vydal další mixtape Winter In Prague, tu produkoval Michael Uzowuru.
V roce 2012 mu Earl Sweatshirt představil rappera Mac Millera. V červnu 2013 vydal Staples třetí mixtape s názvem Stolen Youth, která byla celá hudebně produkována Millerem pod pseudonymem Larry Fisherman. Poté vystupoval na Millerově turné The Space Migration Tour. V roce 2013 hostoval na Sweatshirtově albu Doris. To mu pomohlo se proslavit a získat téhož roku smlouvu u společností ARTium a Def Jam.

### Hell Can Wait EPaSummertime '06(2014–15)
V březnu 2014 vydal čtvrtou mixtape s názvem Shyne Coldchain Vol. 2. Na mixtape se podílel i slavný producent No ID. Také vystupoval na turné Oxymoron World Tour rappera Schoolboye Q. V srpnu 2014 byl vydán videoklip k jeho písni "Blue Suede", která byla také, jako jeho první, umístěna k prodeji na iTunes. Brzy poté následoval singl "Hands Up". V říjnu vydal EP s názvem Hell Can Wait. EP sklidilo úspěch především u kritiků. Na Metacritic obdrželo skóre 80 ze 100, které se zakládá na osmi recenzích.
Poté začal pracovat na svém debutovém albu. V květnu 2015 vydal první singl "Señorita". Své album s názvem Summertime '06 vydal v červnu 2015. Jednalo se o dvojalbum s dvaceti písněmi. Úspěch zaznamenalo opět spíše u kritiků. Na Metacritic obdrželo skóre 87 ze 100, které se zakládá na 24 recenzích. V červnu 2015 vydal další dva singly "Get Paid" (ft. Desi Mo) a "Norf Norf". V prodeji album debutovalo na 39. příčce žebříčku Billboard 200 se 14 000 prodanými kusy v první týden prodeje v USA.

### Prima Donna,Big Fish TheoryaVince Staples
V únoru 2016 vystupoval na Osheaga Music Festivalu. V srpnu 2016 vydal EP s názvem Prima Donna. EP se sedmi skladbami bylo opět oceněno kritiky (83 bodů ze 100 na Metacritic), v prodejnosti se umístilo na 50. příčce žebříčku Billboard 200. Produkci EP zajistil především DJ Dahi, hostujícími umělci jsou ASAP Rocky a Kilo Kash.
V květnu 2017 oznámil vydání druhého studiového alba s názvem Big Fish Theory. Album bylo vydáno v červnu 2017 u nahrávacích společností ARTium Recordings, Blacksmith Records a Def Jam Recordings. Staples na tomto albu experimentuje s prvky elektronické taneční hudby (House music a Detroit techno), které spojuje s hip-hopem. Výsledkem je zvuk avantgardní elektroniky spojený s agresivním rapem využívající prvky techna, dystopických nálad, industriální hudby, abstrakce a G-Funku. Staples znovu sklidil ocenění kritiky (89 bodů ze 100 na agregátoru recenzí Metacritic). Ovšem v prodeji deska zaznamenala podobně nízké tržby, jako jeho předchozí díla – s 25 500 prodanými kusy (včetně streamů) debutovalo na 16. příčce žebříčku Billboard 200.
V červenci 2021 vydal další studiové album přes nahrávací společnosti Motown Records a Blacksmith Records s názvem Vince Staples. Album uspělo opět zejména u kritiků.

## Diskografie

### Studiová alba
- Summertime '06 (2015)
- Big Fish Theory (2017)
- FM! (2018)
- Vince Staples (2021)
- Ramona Park Broke My Heart (2022)

### EP
- Hell Can Wait (2014)
- Prima Donna (2016)

### Mixtapes
- Shyne Coldchain Vol. 1 (2011)
- Winter In Prague (2012) (s Michael Uzowuru)
- Stolen Youth (2013) (s Larry Fisherman)
- Shyne Coldchain Vol. 2 (2014)

## Filmografie

### Filmy
- Matroš (2015)
- Bílí muži neumějí skákat (2023)

### TV
- Nesvá (2020)
- Základka Willarda Abbotta (2022–2023)
- The Vince Staples Show (2024)